# Cleveley
Cleveley var en civil parish från 1866 till 1935 då den blev en del av Forton, i grevskapet Lancashire, i England. Civil parish var belägen 10 km från Lancaster och hade 111 invånare år 1931.